# FC Tatabánya
FC Tatabánya is een Hongaarse voetbalclub uit Tatabánya.

## Geschiedenis
De club werd in 1910 opgericht als Tatabányai Sport Klub, al snel was de club succesvol en eindigde vaak in de top van de lokale competitie. Toen de Hongaarse competitie startte in 1925 kon de club het niet financieel aan en bleef daarom op amateurniveau spelen. Het duurde tot na de Tweede Wereldoorlog vooraleer de club weer van zich liet horen. In 1947 promoveerde de club voor het eerst naar de hoogste klasse, dat was vrij belangrijk want in die tijd was het nationaal voetbalelftal een van de dominerende in de wereld. Na één seizoen was het avontuur in de eerste klasse echter alweer voorbij, na drie jaar keerde de club terug. Ook de tweede poging mislukte en pas in 1956 vond de club weer aansluiting in de hoogste klasse. Driemaal is scheepsrecht en Tatabánya behaalde goede resultaten.
De clubnaam werd veranderd in Tatabányai Bányász Sport-Club en de resultaten bleven goed, in de jaren 70 won de club twee keer op rij de Mitropacup, een Midden-Europees toernooi. Het hoogtepunt voor de club kwam in 1988 toen de tweede plaats bereikt werd. In 1992 degradeerde de club en doken financiële problemen op. De club zakte weg naar de 3de klasse en keerde pas in 1998 terug naar de tweede klasse en onder leiding van József Kiprich keerde de club als Lombard FC-Tatabánya terug naar het hoogste niveau waar het vierde werd. Een jaar later degradeerde de club echter opnieuw. In 2002 werd een nieuwe sponsor gevonden en veranderde de naam in Auto Trader Tatabánya. In 2005 werd het bedrijf Csőszer de nieuwe hoofdsponsor en werd de naam Csőszer FC Tatabánya, of kortweg FC Tatabánya. De club promoveerde ook opnieuw naar de hoogste klasse en haalde daar de vijfde plaats.

## Nederlanders bij FC Tatabánya
Eric van der Merwe verruilde in 1999 FC Dordrecht om op huurbasis voor FC Tatabánya uit te komen. Hij kwam in de winter van 1999 naar Tatabánya en speelde daar tot het einde van het seizoen. Opbouwend was zijn spel een verademing vergeleken bij het zogeheten lange-halen-gauw-thuis-voetbal wat Tatabánya speelde op dat moment. Dat jaar behaalde de club successen in zowel de competitie als de beker. Van der Merwe verbleef op een villapark in het nabij gelegen Várgesztes. Dit park was ook de shirtsponsor van Tatabánya dat jaar.

## Erelijst
| Internationaal |    |            |
| Mitropacup     | 2x | 1973, 1974 |

## Eindklasseringen vanaf 1996
| 14 |

| 16 |

| 2 |

| 1 |

| 4 |

| 12 |

| 6 |

| 16 |

| 8 |

| 1 |

| 6 |

| 12 |

| 15 |

| 4 |

| 5 |

| 7 |

| 5 |

| 6 |

| 16 |

| 5 |

| 5 |

| 18 |

| 1 |

| 1 |

| 1 |

| 5 |

| 8 |

| 2 |

| 1 |

| 16 |

| NB I | NB II | NB III | Megye I |

## In Europa
FC Tatabánya speelt sinds 1958 in diverse Europese competities. Hieronder staan de competities en in welke seizoenen de club deelnam. De edities die Tatabánya heeft gewonnen zijn dik gedrukt:
- Europacup II (1x)

1985/86
- UEFA Cup (4x)

1981/82, 1982/83, 1987/88, 1988/89
- Intertoto Cup (2x)

2000, 2001
- Mitropacup (7x)

1960, 1967, 1968, 1969, 1973, 1974, 1975
- Donau Cup (1x)

1958

## Trivia
József Kiprich voetbalde negen seizoenen bij FC Tatabánya voordat hij naar Feyenoord verkaste, waar hij grote successen behaalde. Zijn bijnaam bij Feyenoord luidde 'De Tovenaar van Tatabánya'.